# Irwin Winkler
Pour les articles homonymes, voir Winkler.
Irwin Winkler, né le 25 mai 1931 à New York, est un producteur, réalisateur et scénariste américain.

## Biographie
Alumnus de l'université de New York, Irwin Winkler y reçoit son baccalauréat en arts (Bachelor of Arts) en 1955 après avoir servi dans l'US Army. Après avoir travaillé six ans comme publicitaire à la William Morris Agency, il entre dans la production en 1967 en compagnie de Robert Chartoff avec lequel il fonde Chartoff-Winkler Productions. Ensemble, ils produisent On achève bien les chevaux, le film de Sydney Pollack sorti en 1969.
Avec Robert Chartoff, Winkler a notamment coproduit les films de la série Rocky de Sylvester Stallone dont le premier opus, Rocky, leur a valu de nombreuses récompenses dont l'Oscar du meilleur film en 1977. Suivront, entre autres, Raging Bull, de Martin Scorsese, ou L'Étoffe des héros de Philip Kaufman. Il produira également Les Affranchis de Scorsese, sorti en 1990.
Dans les années 1990 il dirige ses propres films, qu'il produit lui-même, parfois en association avec d'autres : Traque sur Internet, Premier Regard, La Maison sur l'océan et De-Lovely.
Il est marié à l'actrice Margo Melson avec qui il a eu trois fils : Charles, David et Adam.

## Filmographie partielle
- 1968 : El Gringo (Blue) (producteur)
- 1969 : On achève bien les chevaux (They Shoot Horses, Don't They?) (producteur)
- 1976 : Rocky (producteur)
- 1978 : Uncle Joe Shannon de Joseph C. Hanwright (producteur)
- 1979 : Rocky 2 : La Revanche (Rocky II) (producteur)
- 1980 : Raging Bull (producteur)
- 1982 : Rocky 3 : L'Œil du tigre (Rocky III) (producteur)
- 1983 : L'Étoffe des héros (The Right Stuff) (producteur)
- 1985 : Rocky 4 (Rocky IV) (producteur)
- 1986 : Autour de minuit (Round Midnight) (producteur)
- 1988 : La Main droite du diable (Betrayed) (producteur)
- 1990 : Les Affranchis (Goodfellas) (producteur)
- 1990 : Rocky 5 (Rocky V) (producteur)
- 1991 : La Liste noire (Guilty by Suspicion) (réalisateur et scénariste)
- 1992 : La Loi de la nuit (Night and the City) (réalisateur et producteur)
- 1995 :  Traque sur Internet (The Net) (réalisateur et producteur)
- 1996 : La Jurée (Juror) (producteur)
- 1998 : Traque sur Internet (The Net) (scénariste de 9 épisodes de la série et producteur)
- 1998 : Welcome to Hollywood d'Adam Rifkin et Tony Markes : lui-même
- 1999 : Premier Regard (At First Sight) (réalisateur et producteur)
- 2001 : La Maison sur l'océan (Life as a House) (réalisateur et producteur)
- 2001 : Terre neuve (The Shipping News) (producteur)
- 2002 : Plus jamais (Enough) (producteur)
- 2004 : De-Lovely (réalisateur et producteur)
- 2006 : Les Soldats du désert (Home of the Brave) (réalisateur et producteur)
- 2013 : Le Loup de Wall Street (The Wolf of Wall Street) (producteur)
- 2015 : Creed : L'Héritage de Rocky Balboa (Creed) de Ryan Coogler (producteur)
- 2016 : Silence de Martin Scorsese (producteur)
- 2018 : Creed 2 (Creed II) de Steven Caple Jr. (producteur)
- 2019 : The Irishman de Martin Scorsese (producteur)
- 2023 : Creed 3 (Creed III) de Michael B. Jordan (producteur)
- 2025 : The Alto Knights de Barry Levinson (producteur)

## Récompenses et distinctions
- Oscar du meilleur film pour Rocky en 1977
- BAFTA Award du meilleur film pour Les Affranchis en 1991
- Étoile sur le Hollywood Walk of Fame